# لان تورنر
لان تورنر (بالإنجليزية: Lane Turner)‏ هو كاتب أغاني ومغني أمريكي، ولد في 3 فبراير 1967.

## وصلات خارجية
- لان تورنر على موقع ميوزك برينز (الإنجليزية)